# Megachile digiticauda
Megachile digiticauda är en biart som beskrevs av Cockerell 1937. Megachile digiticauda ingår i släktet tapetserarbin, och familjen buksamlarbin. Inga underarter finns listade i Catalogue of Life.